# Jejkowice (gemeente)
De gemeente Jejkowice is een landgemeente in het Poolse woiwodschap Silezië, in powiat Rybnicki.
De zetel van de gemeente is in Jejkowice.
Op 30 juni 2004 telde de gemeente 3611 inwoners.

## Oppervlakte gegevens
In 2002 bedroeg de totale oppervlakte van gemeente Jejkowice 7,59 km², waarvan:
- agrarisch gebied: 60%
- bossen: 24%

De gemeente beslaat 3,38% van de totale oppervlakte van de powiat.

## Demografie
Stand op 30 juni 2004:
| Omschrijving                   | Totaal | Totaal | Vrouwen | Vrouwen | Mannen | Mannen |
| ------------------------------ | ------ | ------ | ------- | ------- | ------ | ------ |
| eenheid                        | aantal | %      | aantal  | %       | aantal | %      |
| inwoners                       | 3611   | 100    | 1810    | 50,1    | 1801   | 49,9   |
| bevolkingsdichtheid (inw./km²) | 475,8  | 475,8  | 238,5   | 238,5   | 237,3  | 237,3  |

In 2002 bedroeg het gemiddelde inkomen per inwoner 1336,06 zł.

## Aangrenzende gemeenten
Gaszowice, Rybnik, Rydułtowy